# Niedere Börde
Niedere Börde – gmina samodzielna (niem. Einheitsgemeinde) w Niemczech, w kraju związkowym Saksonia-Anhalt, w powiecie Börde.